# Estação Saint-Sébastien - Froissart
Saint-Sébastien - Froissart é uma estação da linha 8 do Metrô de Paris, localizada no limite do 3.º e do 11.º arrondissements de Paris.

## História
A estação foi aberta em 5 de maio de 1931 sob o nome de Saint-Sébastien, deve o seu nome à rue Saint-Sébastien e à rue Froissart situadas em ambos os lados do boulevard Beaumarchais. Dois anos mais tarde, ela levou o seu nome atual.
São Sebastião, em francês Saint Sébastien, foi um oficial romano que ajudou os cristãos sob o reinado de Diocleciano, no século III; ele foi denunciado e foi trespassado com flechas mas escapou; em 1670, a rua deste nome levava para o pequeno vilarejo de Popincourt.
O poeta e escritor Jean Froissart (1337-1400 aproximadamente) contou em sua "crônicas" os eventos europeus chegados durante suas viagens; se deve também o romance cortês Méliador.
Em 2011, 1 680 231 passageiros entraram nesta estação. Ela viu entrar 1 783 783 passageiros em 2013, o que a coloca na 262ª posição das estações de metrô por sua frequência em 302.

## Serviços aos Passageiros

### Acessos
A estação tem dois acessos, cada um constituído por uma escada fixa ornada com uma balaustrada e um candelabro de tipo Dervaux.
- O acesso 1 "Rue Froissart - Musée Pablo Picasso" levando em frente ao n° 3 do boulevard Beaumarchais;
- O acesso 2 "Rue Saint-Sébastien" se situando à direita do n° 8 do mesmo boulevard.

### Plataformas

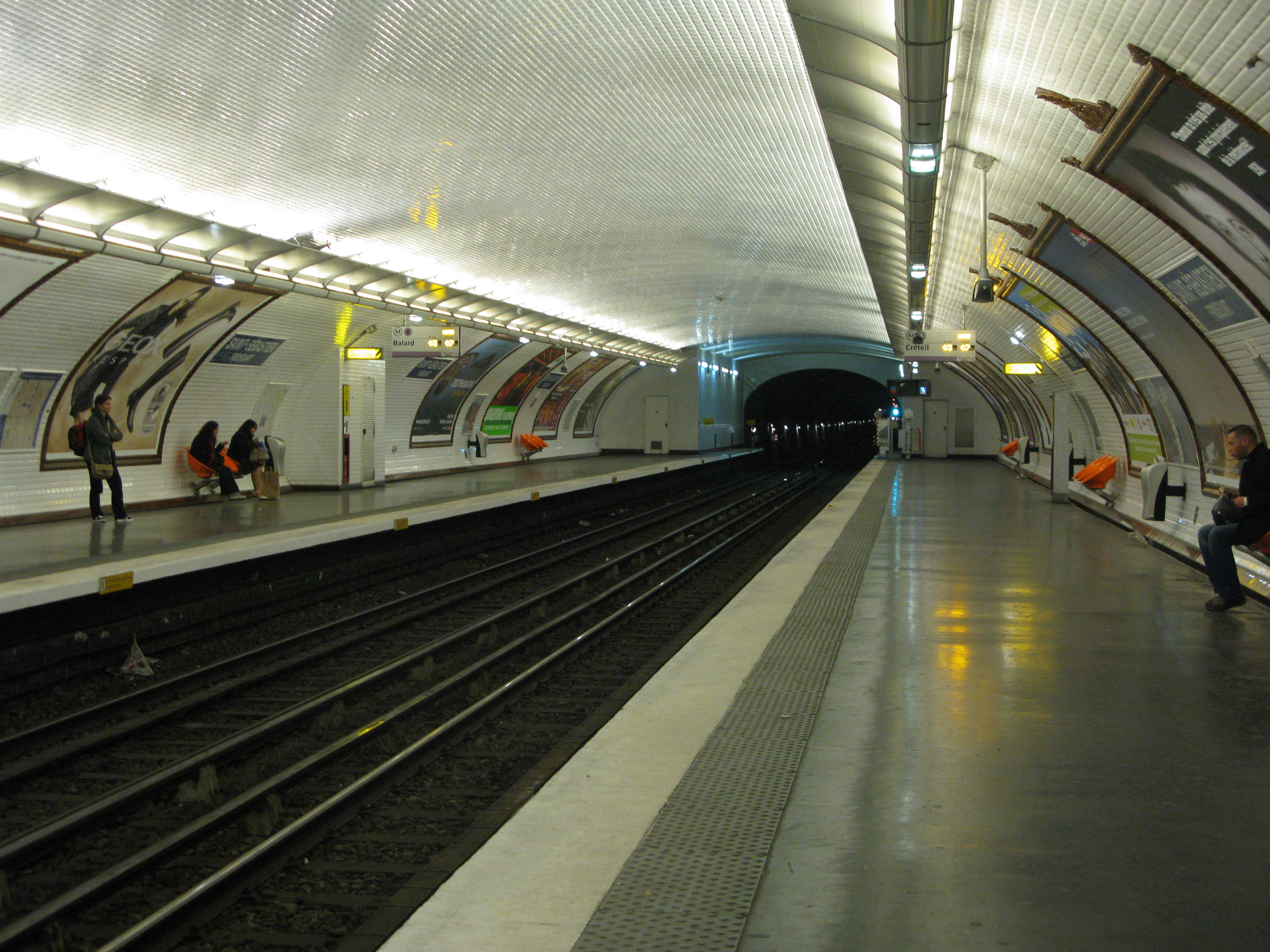
Plataformas da estação

Saint-Sébastien - Froissart é uma estação de configuração padrão: ela possui duas plataformas laterais separadas pelas vias do metrô e a abóbada é elíptica.

### Intermodalidade
A estação é servida pelas linhas 20 e 65 da rede de ônibus RATP e, à noite, pelas linhas N01 e N02 da rede Noctilien.

## Pontos turísticos
- Museu Picasso
- Igreja Saint-Denys-du-Saint-Sacrement